# Merval
Mervalとは、チリ・バルパライソの近郊鉄道の愛称。運営するバルパライソ地域近郊鉄道（スペイン語: Metro Regional de Valparaíso S.A.）はチリのバルパライソ地域の近郊鉄道を運営する会社として1995年に発足したチリ国鉄の子会社である。

## 概要
バルパライソ州の端に位置するリマチェ駅とビニャ・デル・マールのプエルト駅の間の43 kmを結び、20駅を擁する。この路線は1855年に開通した。軌間は1676 mmの広軌であり、現在は直流3000 Vの架線方式で電化されている。
2005年11月には、数ヶ月間の運休期間を経て、ビニャ・デル・マール市内の一部区間約5 kmが地下化されるなど、施設が大幅に改修されて生まれ変わったと同時に、電車はアルゼンチンのMaterferで製造された"AES"とスペイン国鉄より購入した"UT-440"から、全てアルストム製の新型電車"X'Trapolis 100"に置き換えられた。
この電車は2両編成が27本用意され、1編成あたりの座席定員は144人であり、2編成を連結した4両編成での運行も可能である。
2015年には増発に伴い、同じくアルストム製の新車である"X'Trapolis Modular"が登場した。

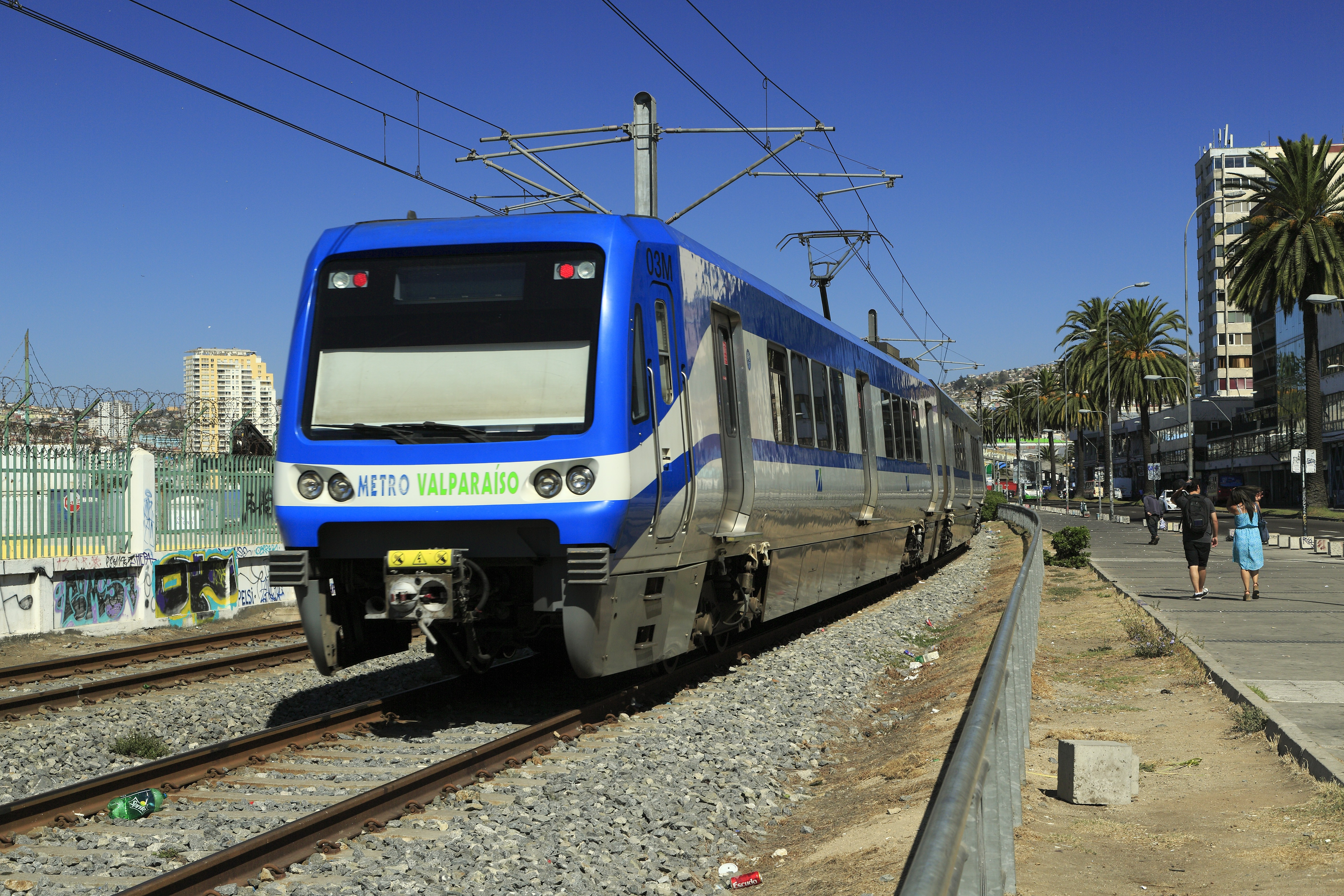
バルパライソの"X'Trapolis"
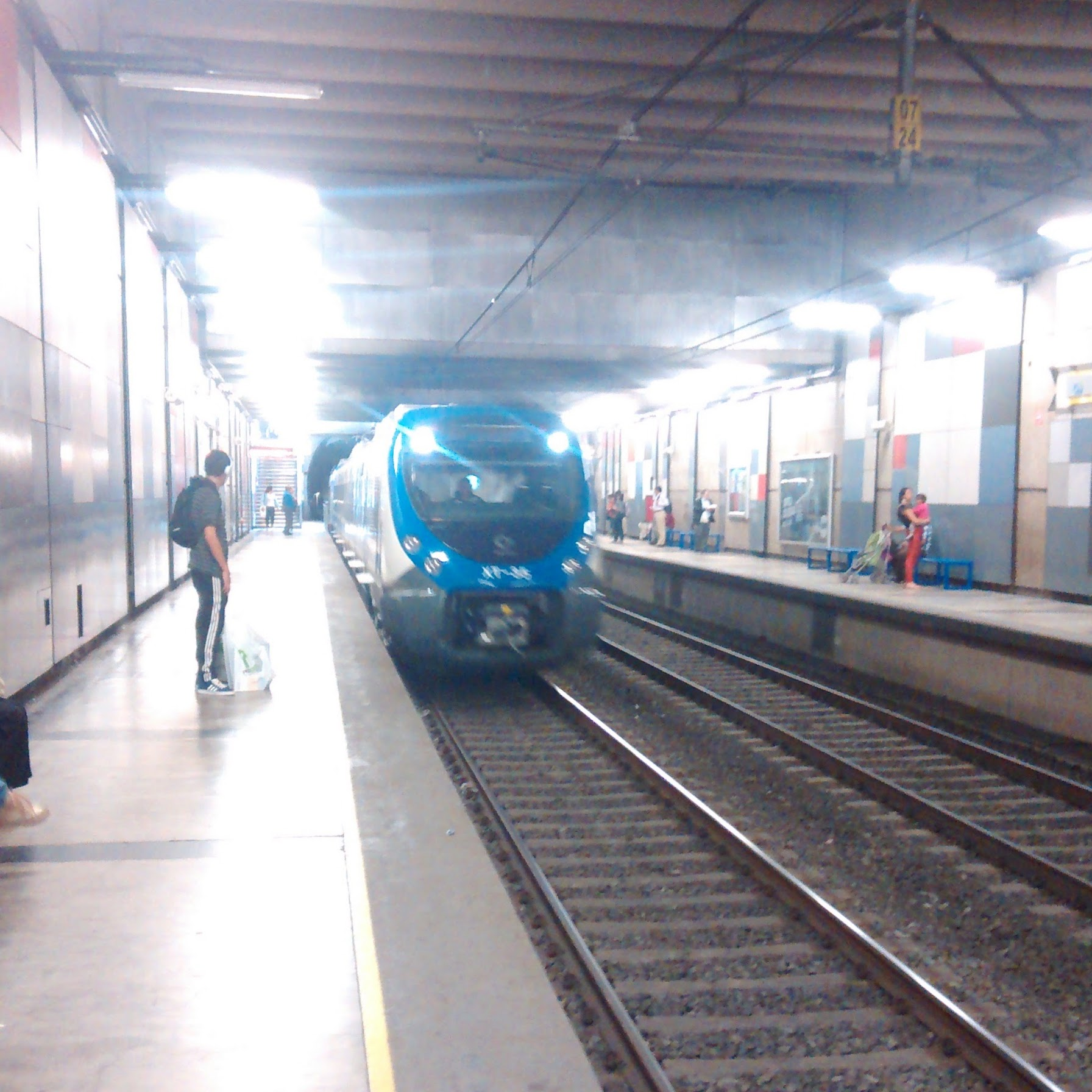
最新型の"X'Trapolis Modular"
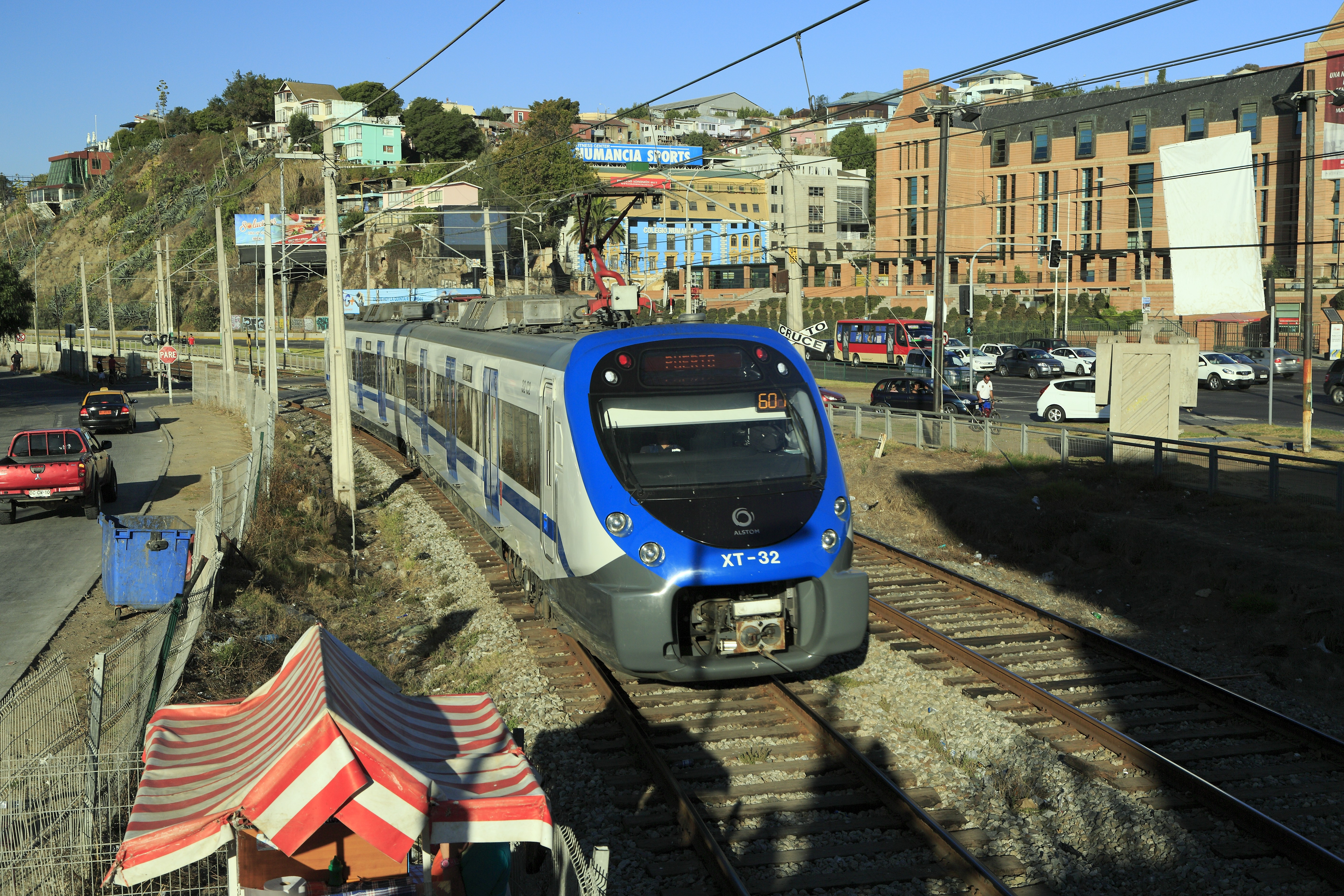
"X'Trapolis Modular"
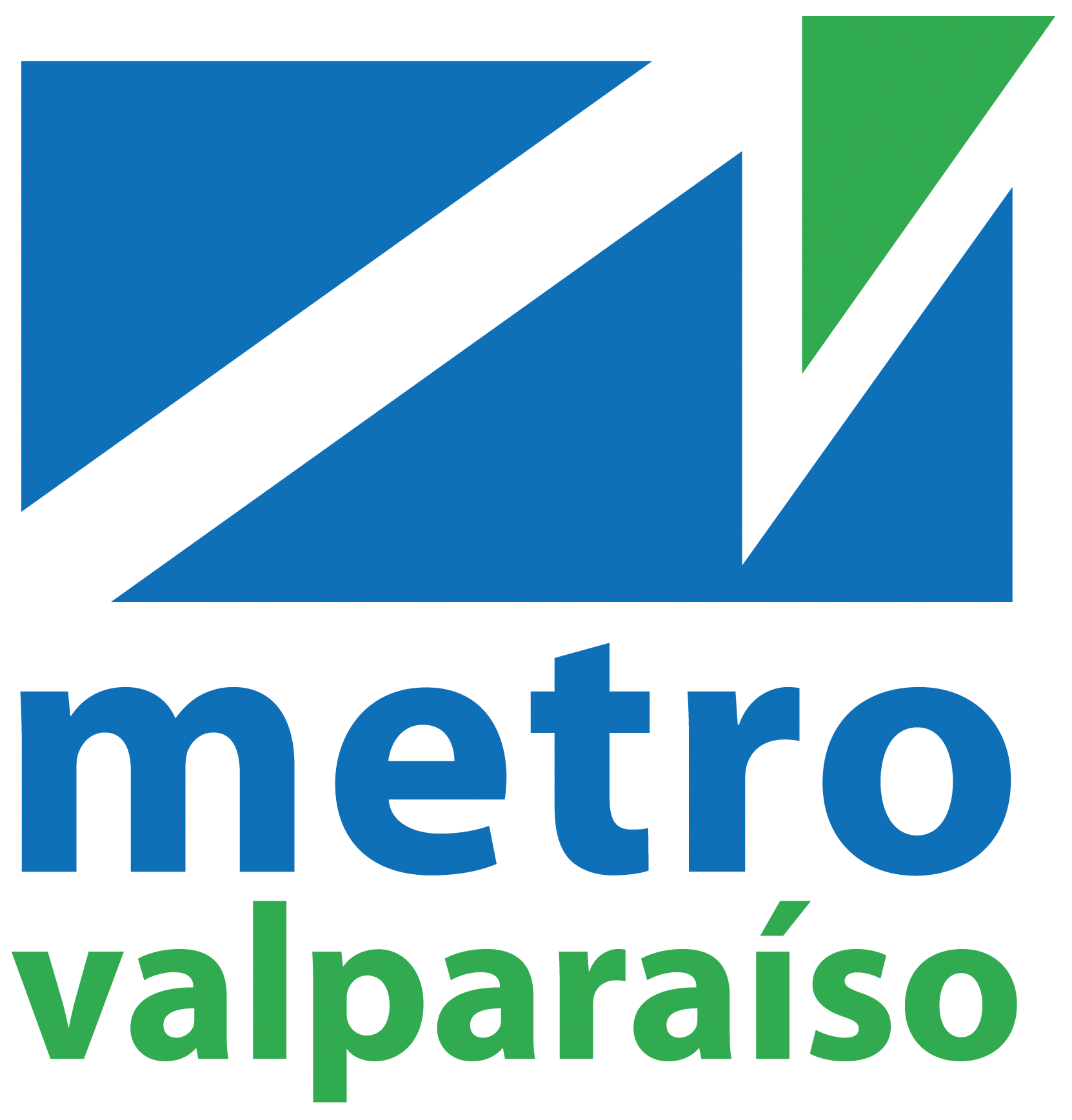
2005年から2010年代初頭まで使用されたロゴ
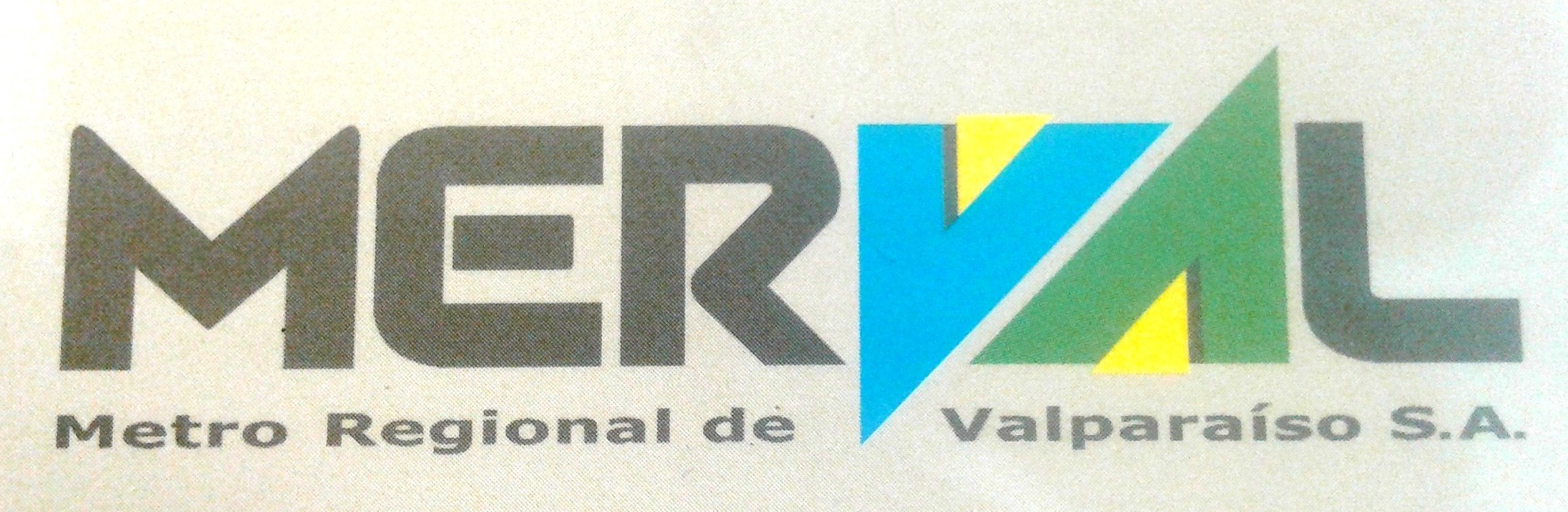
2005年までのロゴ
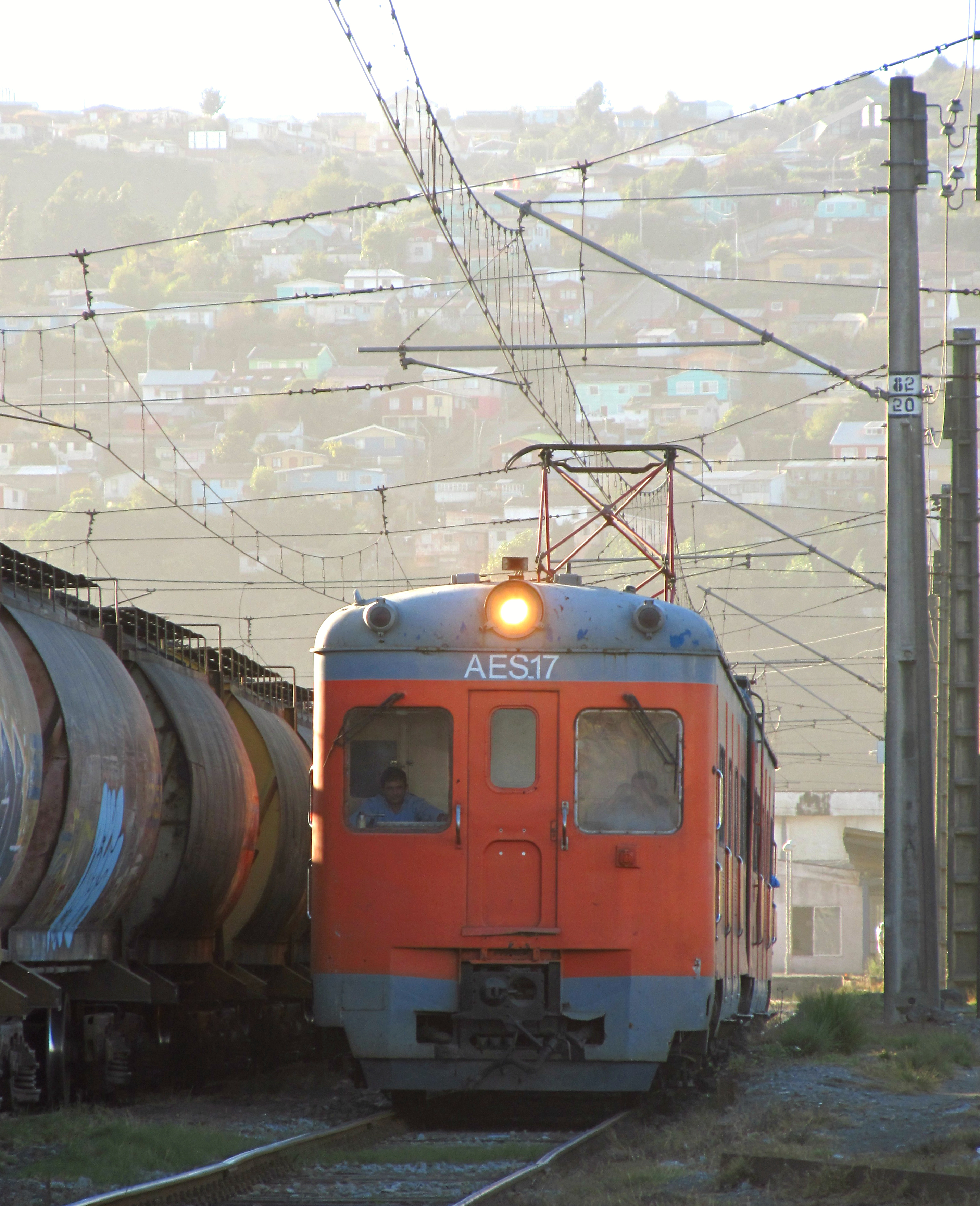
2005年まで活躍した"AES"
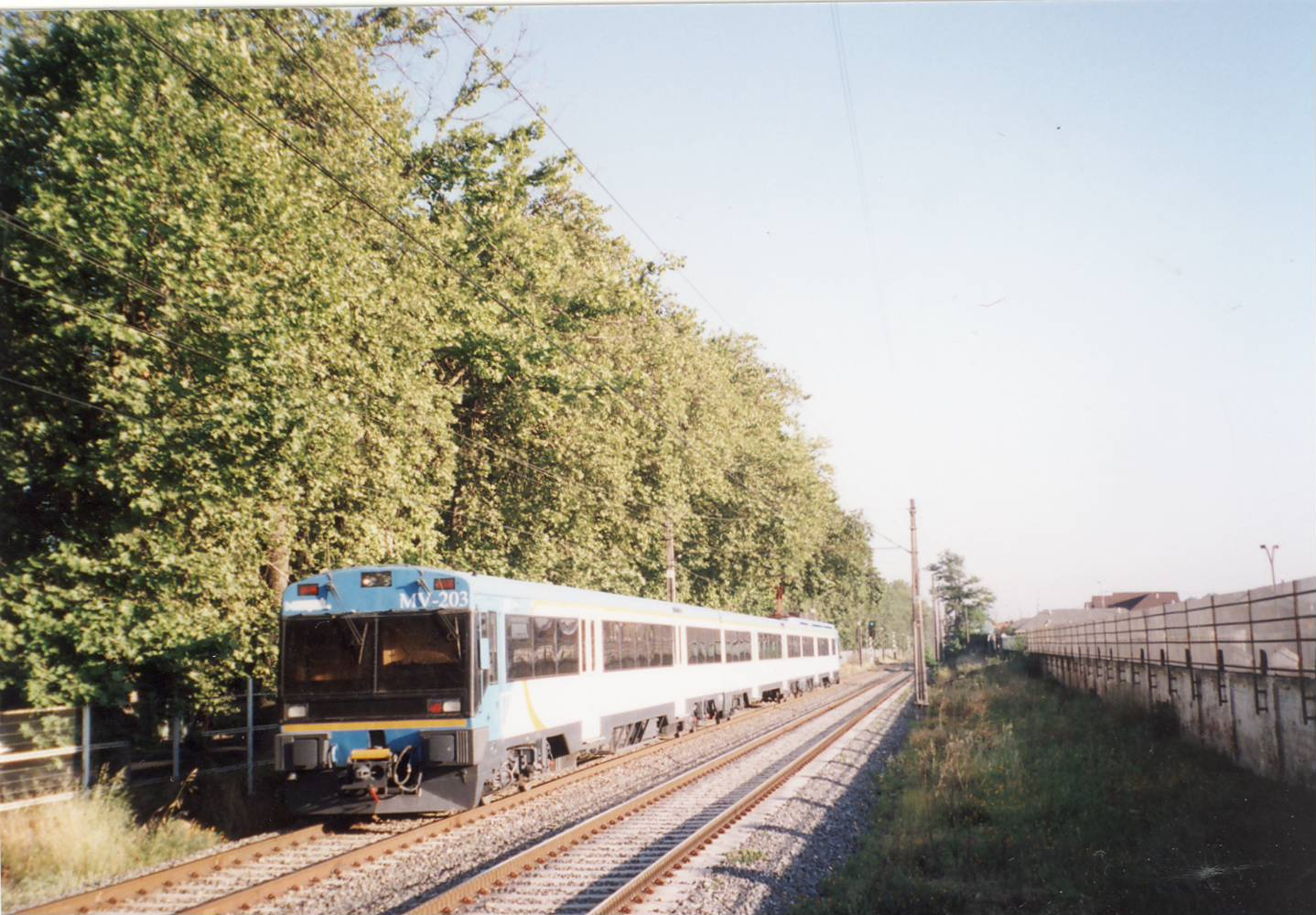
2005年まで活躍した"UT-440"

運転時隔は日中12分間隔、また月曜日から金曜日までの朝夕ラッシュ時にはプエルト駅とサルヘント・アルデア駅の間が6分間隔となる時間帯がある。日曜・祝日には18分間隔となる。